# 未完成の音楽作品
未完成の音楽作品（みかんせいのおんがくさくひん）では、「未完成交響曲」のニックネームがあるフランツ・シューベルトの交響曲第7番ロ短調D.759など、作曲者自身の手によって完成されることがなかった音楽作品について記述する。
未完成の音楽作品は、文字通り完成されていない音楽である以上、作曲者が自身の「作品」として発表することは基本的にはない。また、未完成である以上「作品」として演奏されることは、一部の例外を除いてまれである。むしろ、各々の作曲家を研究する上においての資料として扱われる場合の方が多いであろう。

## 分類
未完成の音楽作品の分類法はいろいろ考えられる。
1. 一応1つの作品として解釈できなくもない状態まで仕上げられているものと、そうでないもの。
2. 作曲半ばでその作品の完成を断念したものと、作曲半ばで死去したもの。

どちらの分類法も、その定義が極めてあいまいであり、完全に分類しきれるものではない。以下では便宜的に後者の分類法を用いることにする。

### 作曲家が完成を断念したもの
上の分類法においてここに分類されると考えられる作品としては、以下のものが挙げられる。
- シューベルト
  - 交響曲ニ長調（D 2B）
  - 交響曲ニ長調（D 615）
  - 交響曲ニ長調（D 708A）
  - 交響曲（旧）第7番ホ長調（D 729） - ワインガルトナーなどがオーケストレーションを施したものがまれに演奏される。ウニヴェルザール出版社から出版されていたが、現在は絶版である。
  - 交響曲第7番ロ短調（D 759） - 上記の7番に続く第8番とも言われる通称『未完成交響曲』。通常の演奏会では第2楽章までが演奏される。第3楽章の冒頭十数小節のみのオーケストレーションおよび途中までのピアノ草稿が残っている。
- シューマン：ツヴィッカウ交響曲 - 作曲者の生前に第1楽章のみ初演された。3楽章形式での完成を意図して書かれているが、第2楽章までしか完成していない。ジョン・エリオット・ガーディナーをはじめ、数名の指揮者が録音している。第1楽章には序奏付きの版と序奏なしの版がある。
- ワーグナー：交響曲（第2番）ホ長調 - スケッチをもとにアントン・ザイドルがオーケストレーションした第1楽章、および第2楽章の一部が現存する。
- チャイコフスキー：交響曲変ホ長調 - 第5番の次の交響曲として作曲が開始されたが、途中で作曲者の気が変わり、ピアノ協奏曲第3番となった。これも未完成に終わったが、ピアノ協奏曲としては第1楽章のみの単一楽章作品として演奏される。交響曲としては後に何種類かの補筆完成版が作られて演奏されており、非公式の吹奏楽版まで存在する。
- ドビュッシー - 完成させたオペラ『ペレアスとメリザンド』の他に、未完に終わった幾つかのオペラがある。これらは後世に補筆完成されている。
  - オペラ『ロドリーグとシメーヌ』
  - オペラ『鐘楼の悪魔』
  - オペラ『アッシャー家の崩壊』
  - 交響曲 - フォン・メック夫人のお抱えピアニストをしていた少年時代に第1楽章のピアノ連弾譜のみ作曲。ドビュッシーの四手連弾・2台ピアノの演奏会や録音で取り上げられている。
- ラフマニノフ：交響曲ニ短調（「ユース・シンフォニー」と通称される）
- ソラブジ：交響曲第2番 - 大編成で演奏時間が長いため、ピアノ譜のみでオーケストレーションがされていない。

上記のうち、シューベルトの交響曲ロ短調は例外的に「音楽的に完成された作品」とみなされ、頻繁に演奏されている。それ以外はみな、たとえば習作的であったり、途中で作曲家が投げ出したものなどであり、「作品」として演奏されることは少ない。

### 完成前に作曲家が死亡したもの
上の分類法においてここに分類されると考えられる作品としては、以下のものが挙げられる。
- モーツァルト：レクイエム - 「涙の日」（ラクリモーサ）の8小節目まで書いて死去した。
- ベートーヴェン：交響曲第10番変ホ長調
- シューベルト：交響曲ニ長調D 936A - 「交響曲第9番」もしくは「交響曲第10番（上記の第7番を含めた場合）」とも呼ばれる。ルチアーノ・ベリオによる創意的な改作『レンダリング』およびニューボールトなど幾人かの補筆完成版が知られる。
- ブルックナー：交響曲第9番ニ短調 - 通常の演奏会ではブルックナーが完成させていた第3楽章までが演奏される。第4楽章を補筆完成した幾つかの版がある。
- マーラー：交響曲第10番嬰ヘ長調
- ヨハン・シュトラウス2世：『灰かぶり姫（ドイツ語版）』 - マーラーから委嘱された、ウィーン宮廷歌劇場で上演するためのバレエ。全3幕のうち、第1幕のみ完成。第2幕、第3幕はスケッチのみ。作曲者の没後、ヨーゼフ・バイヤーによって一応は完成されたが、もはやシュトラウスの作品ではないと見なしたマーラーは上演を拒絶した。
- ボロディン：交響曲第3番イ短調
- エルガー：交響曲第3番ハ短調
- 黛敏郎：『パッサカリア』 - オーケストラ・アンサンブル金沢による委嘱作品。作曲者没により未完となったが、書き上げた部分までを岩城宏之指揮同オーケストラが録音した。
- 武満徹：『ミロの彫刻のように』 - フルート、ハープとオーケストラのための協奏曲。冒頭数ページの草稿のみ。
- 八村義夫：『ラ・フォリア』 - 作曲者没により未完。書き上げた部分までが現在演奏される。
- シュトックハウゼン：『時間 Klang』 - 上演に7日を要するオペラ『光』を完成させた作曲家が最後のライフワークとして取り組んだ作品で、1日24時間を1時間ごとに区切って作曲したもの。21時間目まで完成したが、作曲者没により残りは未完。

## 現在頻繁に演奏されている未完成の音楽作品
今日、未完成でありながらも頻繁に演奏されている音楽作品としては、以下のものが挙げられる。

### 交響曲
- シューベルト：交響曲第7番
- ブルックナー：交響曲第9番
- ボロディン：交響曲第3番
- マーラー：交響曲第10番

このうちシューベルトの未完成交響曲は完成した部分が第2楽章までであるが、そのままでも十分な交響曲と見なしうるとして頻繁に演奏されている。
ブルックナーのものは大半が完成されているが、演奏可能な状態まで作曲されたのは第3楽章までである。第4楽章は補筆が試みられており、それを含めて完全な交響曲として演奏される場合もあるが、3つの楽章のみで演奏されることが多い。ブルックナー本人は第4楽章の代わりに『テ・デウム』を演奏しても良いと語ったと伝えられている。
ボロディンのものは一部が未完成に終わったが、弦楽四重奏曲から編曲されて充てられている。
マーラーのものは、第1楽章はほぼ完成されていたが、他は大雑把な枠組みのみであった。第1楽章単独で演奏されることもあるが、残りの楽章が研究家の手によって補筆完成され、全楽章演奏されることもある。特にクック版が有名である。

### オペラ
- オッフェンバック：『ホフマン物語』 - エルネスト・ギロー補筆版をはじめとして、複数の版が存在する。
- ボロディン：『イーゴリ公』 - リムスキー＝コルサコフとグラズノフにより完成された。
- ムソルグスキー：『ホヴァーンシチナ』 - リムスキー＝コルサコフによる補作で長らく演奏されていたが、近年ではショスタコーヴィチによるものが普及している。
- ムソルグスキー：『ソロチンスクの定期市』
- プッチーニ：『トゥーランドット』 - アルファーノの補筆完成版で上演されることが多い。21世紀に入って新たに、ベリオが補筆完成版を作っている。
- ブゾーニ：『ファウスト博士』 - フィリップ・ヤルナッハによって完成された。
- スクリャービン：神秘劇 - 3時間の大作。ネムティンが補筆完成。デッカの市販録音では副題を「宇宙」としている。
- シェーンベルク：『モーゼとアロン』 - 全3幕のうち音楽は第2幕まで完成。台本は第3幕まで完成しており、第3幕は音楽なしで演じられることがある。
- ベルク：『ルル』 - フリードリヒ・チェルハによる第3幕の仮完成版が作られた後、草稿のピアノ譜が発見された。大きく違っていたために再び補筆完成が行われ、現行版となった。
- ドビュッシー：『ロドリーグとシメーヌ』 - エディソン・デニソフが補筆完成。
- ドビュッシー：『アッシャー家の崩壊』 - いくつかの補筆完成版がある。

### 管弦楽曲
- ウェーベルン：管弦楽作品（1913年）
- エルガー：『威風堂々』第6番 - 主要主題を含む草稿が1996年に発見され、これと大英図書館所蔵の手稿譜を元にアンソニー・ペインが統合補筆。

### 協奏曲
- チャイコフスキー：ピアノ協奏曲第3番変ホ長調
- バルトーク：ピアノ協奏曲第3番 - 最後の17小節のオーケストレーションのみ未完。遺された略記号指示をもとにシェルイが完成。
- バルトーク：ヴィオラ協奏曲 - シェルイが不完全な草稿を基に補筆完成。
- メシアン：四重協奏曲 - メシアン夫人イヴォンヌ・ロリオがジョージ・ベンジャミンの補助により補筆完成。
- 尾高尚忠：フルート協奏曲 - 大編成版（作品30b）の最後の1ページのオーケストレーションが未完。弟子である林光が完成。

### 室内楽曲
- ハイドン：弦楽四重奏曲第83番ニ短調Hob.III.83 - 作曲途中でハイドンが作曲を断念。本来全4楽章の弦楽四重奏曲のうち、中間楽章の2つの楽章（アンダンテ、メヌエット）のみ完成しており、今日これが演奏される。
- シューベルト：弦楽四重奏曲第2番、第5番、第12番（四重奏断章）など。
- ルクー：ピアノ四重奏曲ロ短調 - 第2楽章を書き終える直前に作曲者が逝去。死後、ダンディが遺稿を校訂・補筆し、2楽章という形のまま出版される。

### 器楽曲
- シューベルト：ピアノソナタ第1・2・8・10・11・12・15番など
- ブーレーズ：ピアノ・ソナタ第3番 - 全5楽章の構想のうち、公開出版されているのは第2楽章および第3楽章のみ。作曲者自身が完成しているとして存命中に放棄した。非公開の自筆譜に基づく他の楽章を演奏した録音も市販されているが、多くのピアニストが演奏会や録音で取り上げるのは公開されている第2・第3楽章のみである。第3楽章「星座」は赤と緑の2色刷りの楽譜で、作曲者の提唱する「管理された偶然性」によって幾通りもの演奏ができる。特に逆から読んだ場合は題名を「星座 - 鏡」とする。

### 合唱曲
- モーツァルト：レクイエム - 弟子のジュスマイヤーによる補筆完成版のほか、バイヤー版、モーンダー版などがある
- モーツァルト：ミサ曲ハ短調
- ファリャ：カンタータ『アトランティーダ』 - エルネスト・ハルフテルにより補筆完成。
- シェーンベルク：オラトリオ『ヤコブの梯子』

### その他
- J.S.バッハ：『フーガの技法』
- リヒャルト・シュトラウス：『4つの最後の歌』 - シュトラウス自身は5曲目の作曲に着手していたが、ほとんど形にならないうちに死去し、没後「4曲で一まとまり」として出版された[2]。